# Elektroenergetika
Elektroenergetika je područje elektrotehnike koje razmatra i ostvaruje mogućnosti proizvodnje, raspodjele i potrošnje električne energije. Elektroenergetika u teoriji i praksi ostvaruje i unaprijeđuje električne generatore, elektromotore, transformatore i dalekovode, elektrane i elektroenergetske mreže, distribuciju električne energije od proizvodnje sve do potrošača, teži racionalnijoj potrošnji električne energije i mogućnostima njezine svestrane primjene svugdje gdje je to potrebno.